# Ofenzíva v guvernorátu Al-Džawf
Ofenzíva v guvernorátu Al-Džawf byla ofenzíva Hútíů během občanské války v Jemenu na maribské frontě proti Hádího vládě a arabské intervenci. První fáze trvala od 29. února do 29. dubna 2020, druhá od 27. května 2020 do 5. února 2021. Skončila vítězstvím Hútíů, kteří ovládli hlavní město Al Hazm a 95 % guvernorátu s pěti nepřátelskými vojenskými základnami. Drží tím pádem celé území historického Severního Jemenu kromě východního guvernorátoru Marib.

## První fáze
Po týdnech bojů v guvernorátoru Marib na jihu Hútíové 29. února 2020 zahájili ofenzívu proti výběžku tvořeného městem Al Hazm. 1. března Hútíové město dobyli z mnoha směrů. Hádího síly nedokázaly odrazit šíity útočící ze západní a severozápadní strany. Boje si vyžádaly desítky mrtvých. Hádíovci se po bitvě stáhli do Maribu. Hútíové oznámili že drží většinu guvernorátu kromě oblastí u saúdských hranic. Zahájili proto útoky ve směru Marib.
18. března lokální zdroje oznámily že Hútíové dobyli hory Atiras, Ghabira a základnu na hoře Kufil, boje probíhaly u Talaat al-Hamra. 28. března Hútíové oznámili dobytí tábora Kofal. O dva dny později lokální zdroje potvrdili dobytí základny arabské koalice Labnah ve stejnojmenném pohoří.Dobytí základny umožnilo povstalcům ozbrojit lidové výbory. Cílem ofenzívy bylo obklíčit základnu Al-Islam v guvernorátu Marib. Bitvy měly probíhat o tábor Kofal. 
4. dubna Hútíové oznámili že jejich vojska byla v okrese Sirwah bombardována. Protistrana oznámila zabití 25 nepřátelských vojáků a zničení několika vozidel. 10. dubna měli Hútíové dobýt základnu Chanjar po několika útocích. 
21. dubna Hútíové dobyli základnu al-Jufra a poté útočili na základnu Mass a Wadi Mass. Stejný den Hútíové zveřejnili patnáctiminutové video zachycující dobytou základnu al-Káidy z regionu Chasar v Al-Džawf s vězením, výbušninami, municí a vojenskými dokumenty. 28. dubna Hútíové tvrdili že ovládají 11 z 12 okresů a 95 % guvernorátu. Pouze okres Chabb wa aš Šaaf je ovládán nepřítelem.

## Druhá fáze
27. května Hútíové odpálili dvě rakety, z nichž jedna zasáhla velitelství a jedna tábor nepřítele. Oba útoky si vyžádaly dohromady 7 mrtvých.
17. srpna se vládní vojska neúspěšně pokusila o protiútok, přičemž ztratila 8 mužů. 7. září Hútíové postoupili k Maribu. 
13. září pro-Hádíovci řekli že dobyli nepřátelské velitelské stanoviště na severu guvernorátu. 1o. srpna[rozpor] oznámili znovudobytí tábora Al-Chanjar. 
20. listopadu Hútíové po třech neúspěšných útocích dobyli tábor Mass, což jim umožnilo obsadit okresy Raghwan a Midghal.
5. února 2021 Hútíové zastavili ofenzívu, přičemž o dva dny později obnovili útoky z Al-Džawf do Maribu.

## Následky
24. března Hútíové obsadili pouštní oblast u hranic se Saúdskou Arábií. Podle regionálních zdrojů v prosinci 2021 Hútíové drželi celou oblast mezi Al-Džawf a saúdskou hranicí, včetně okresu Chub Wašaaf. Velvyslanec OSN v Jemenu Martin Griffiths prohlásil že se jedná o nejnebezpečnější eskalaci války.